# Synchronize Lips
Synchronize Lips – piąta płyta wydana przez szwedzki zespół Nexx. Tytułowa piosenka zajęła drugie miejsce na Sopot Hit Festival 2008.
Szwedzkie trio Nexx – Jo, Sebastian oraz Robert – prezentują na albumie „Synchronize Lips” takie przeboje, jak Paralyzed i Bitch Switch. Za produkcję 11 utworów odpowiedzialni byli Jonas Von Der Burgiem (promował utwory September, Alcazar oraz Danny’ego), Ivar Lisinski (Bananarama i Dannii Minogue) oraz Niclas Kings (Kate Ryan).

## Lista utworów
1. Synchronize Lips
2. Paralyzed
3. Bitch Switch
4. Prisoner Of Love
5. My Love Won’t Let You Go
6. Dancin’
7. (Nobody's) Booty Call
8. Doin’ To Me
9. Universal Gravity
10. Repeat It (Funk U)
11. Synchronize Lips – Jackal Short Remix